# 信号 (電気工学)
信号（しんごう・英: signal）は、電気通信や信号処理、さらには電気工学全般において、時間や空間に伴って変化する任意の量を意味する。
実世界では、時間と共に測定可能な量や、空間において測定可能な量を信号という。また人間社会では、人間の発する情報や機械のデータも信号とされる。そのような情報やデータ（例えば画面上のドット、紙上にインクで書かれたテキスト、あるいはこれを読んでいる人が見ている単語の列）は全て、何らかの物理的システムや生体的システムの一部として存在している。
システムの形態は様々だが、その入力と出力は時間または空間に伴って変化する値として表すことが可能である。20世紀後半、電気工学はいくつかの分野に分かれ、その一部は物理的信号とそのシステムを設計および解析する方向に特化してきた。また、一方では人間や機械の複雑なシステムの機能動作や概念構造を扱う分野も登場した。これらの工学分野は、単純な測定量としての信号を利用したシステムの設計/研究/実装の方法を提供し、それによって情報の転送/格納/操作の新たな手段が生み出されてきた。

## いくつかの定義
情報理論における信号とは、符号化されたメッセージであり、メッセージを符号化する通信路の状態の並びである。通信システムでは、送信機がメッセージを符号化して信号にし、伝送路を通してそれを受信機に送る。例えば、電話に向かって「メリーさんのひつじ」という言葉を放ったとする。電話の送信機はその音を電気的な電圧信号に変換する。その信号は電話線を介して別の受信用電話に送られ、受信機が音に変換する。
信号の分類には様々な方法がある。最も典型的は分類は、その信号の定義域が離散空間か連続空間かで分類するもので、例えば離散時間と連続時間のような分類がある。離散時間信号は、分野によっては時系列とも呼ばれる。連続時間信号は、数学的には連続でなくとも連続信号と呼ばれ、例えば矩形波がある。
第二の重要な分類は、離散値か連続値かである。デジタル信号は離散値をとるが、連続値をとる物理的プロセスに基づいていることが多い。

## 離散時間信号と連続時間信号
信号の値が離散的（ばらばらな）時間についてのみ定義されている場合、これを離散時間信号という。離散時間の実数（または複素数）信号は、整数の集合から実数（または複素数）の集合への関数と見ることができる。
一方、連続時間の実数（または複素数）信号は、ある区間（通常、無限の区間）における全ての時間 t について定義されている実数値（または複素数値）関数 (数学)ということができる。

## アナログ信号とデジタル信号
上述のような理論的分類に比べると形式的ではないが、一般に信号はアナログ信号とデジタル信号に分類される。その違いは、デジタル信号の方が（後述のように）離散化され量子化されている点にある。アナログ信号にはどちらも施されていない。

### 離散化
信号の基本的分類の1つに、連続時間か離散時間かという分類がある。数学的抽象化では、連続時間信号の定義域は実数の集合（あるいはその中のある区間）であり、離散時間信号の定義域は整数の集合（あるいはその中のある区間）である。その整数が何を表すか（単位は何か）は信号の性質によって異なる。
離散時間信号は、連続時間信号の標本化によって生成されることが多い。例えば、センサは連続的にデータを生成することが多いが、連続なデータを記録するのは難しいため、近似的に離散時間信号として記録される。コンピュータなどのデジタル機器は離散時間しか扱えない。

### 量子化
信号が数値列で表されるとき、コンピュータなどは個々の数値を任意の精度で扱うことはできず、それぞれ固定された有限の有効数字で表す必要がある。結果として、そのような信号の値は有限な集合の元となるよう制限される。言い換えれば、量子化される。

## 信号の例

### 運動
粒子の空間における運動は信号と見なすことができる（あるいは信号を表している）。運動信号の定義域は1次元（時間）であり、値域は一般に3次元である。つまり粒子の位置が3次元ベクトルの信号である。位置と動いている方向なら6次元ベクトルの信号である。

### 音
音は何らかの媒質（空気など）の振動であり、音の信号は時間および三次元のあらゆる方向についての圧力の変化である。マイクロフォンはその地点の音圧の時間的変化を捉え、それを電気信号で表す。
コンパクトディスクには音を表す（1秒間に44,100回の標本化をされた）離散信号が格納されている。各標本には左右2つのチャンネルのデータが含まれ、二次元ベクトル信号と言える（つまり、ステレオで録音されている）。

#### 静止画
静止画では、その各点に色を表す値が対応する。そのような点が平面を構成しているので、定義域が二次元となる。絵画のような物理的画像は連続信号である。デジタル画像では離散信号となる。色を三原色の強さの総和として表すことが多く、そうすることで信号としては三次元ベクトルとなる。

#### 動画
動画は時間と共に変化する画像の列である。動画像内の一点は二次元の位置とその画像の時間で表される。従って、動画信号の定義域は三次元である。アナログビデオの定義域は一次元の（走査線に沿った）連続値と二次元の離散値（フレームとライン）で表される。

### 空間情報
LiDARセンサにみた、レーザーとその反射を信号としてとらえる。

### 生物の膜電位
その信号は電位（電圧）そのものである。定義域を定めるのはやや難しい。細胞や細胞小器官によっては全体が同じ膜電位だが、神経細胞は一般に場所によって膜電位が異なる。このような信号は非常に低エネルギーだが、神経系が働くには十分である。その測定には電気生理学の技法が必要となる。

### 薄膜の電位
ガラス表面に電極を蒸着させた表示ディスプレイに、ヒトの指が触れることで、その電位を増幅させて信号とする。

## 周波数解析
信号は周波数スペクトルを使って解析されモデル化されることが多い。周波数領域の技法はあらゆる信号に適用可能であり、連続時間か離散時間かを問わない。信号がLTIシステムに入力されたとき、その出力信号の周波数スペクトルは、入力信号の周波数スペクトルとシステムの周波数応答によって決定される。

## エントロピー
信号（特に統計的意味での信号）における重要な属性として、エントロピー（情報量）がある。